# Krzysztof Jemielniak
Krzysztof Jemielniak (ur. 26 listopada 1948 w Olsztynie) – polski inżynier, profesor tytularny nauk technicznych, Politechnika Warszawska.
Krzysztof Jemielniak był profesorem zwyczajnym nauk technicznych na Politechnice Warszawskiej , specjalizującym się w obróbce skrawaniem, a obecnie ma status Professora Emeritusa. Kierownik Zakładu Automatyzacji, Obrabiarek i Obróbki Skrawaniem na Wydziale Inżynierii Produkcji. Pełnił w przeszłości funkcję członka Rady Naukowej w Centrum Badawczo-Konstrukcyjnym Obrabiarek, był także dyrektorem Instytutu Technologii Maszyn, na Wydziale Inżynierii Produkcji Politechniki Warszawskiej.
Stopień doktora uzyskał w 1977 roku, doktora habilitowanego w 1990 roku, a tytuł profesora w 2003 roku. Członek CIRP (College International pour la Recherche en Productique, The International Academy for Production Engineering). Członek rady redakcyjnej Proceedings of the Institution of Mechanical Engineers oraz CIRP Journal of Manufacturing Science and Technology Editorial Board.

## Wybrane publikacje
- Jemielniak K. (1990) Analityczno-doświadczalny model dynamicznej charakterystyki procesu skrawania przy toczeniu nieswobodnym, Warszawa: Wydawnictwa Politechniki Warszawskiej.
- Adamczyk Z., Jemielniak K., Kosmol J., Sokołowski A. (1996) Monitorowanie ostrza skrawającego, Warszawa: WNT.
- Jemielniak K. (1998) Obróbka Skrawaniem, Warszawa: Oficyna Wydawnicza PW.
- Jemielniak K. (2002) Automatyczna diagnostyka stanu narzędzia i procesu skrawania, Warszawa: Oficyna Wydawnicza PW.
- Ren Qun, Baron Luc, Balazinski Marek, Jemielniak Krzysztof (2013), Reliable Tool Life Estimation with Multiple Acoustic Emission Signal Feature Selection and Integration Based on Type-2 Fuzzy Logic, in book: Advances in Type-2 Fuzzy Sets: Theory and Applications, Springer